# Марк Азіній Агріппа
Марк Азі́ній Агрі́ппа (лат. Marcus Asinius Agrippa; 9 до н. е. — 26) — політичний діяч часів ранньої Римської імперії, консул 25 року.

## Життєпис
Походив з роду нобілів Азініїв. Син Гая Азінія Галла, консула 8 року до н. е., та Віпсанії Агріппіни. Про життя та діяльність Марка Азінія Агріппи мало відомостей. У 25 році його обрали консулом разом з Коссом Корнелієм Лентулом. Чимось відомим не відзначився. Був замінений консулом-суффектом Гаєм Петронієм. Разом з тим мав гарну вдачу та вів гідне життя.

## Родина
Син:
- Марк Азіній Марцелл, консул 54 року.